# Atolón Orona
El atolón Orona también conocido como la isla Hull es un atolón del grupo de islas Fénix, pertenecientes a la República de Kiribati. Fue una de las islas involucradas en el plan de colonización británica denominado Proyecto de Colonización de las Islas Fénix en 1938. 